# Approches diplomatiques Jean III Sobieski et l'empereur Kangxi

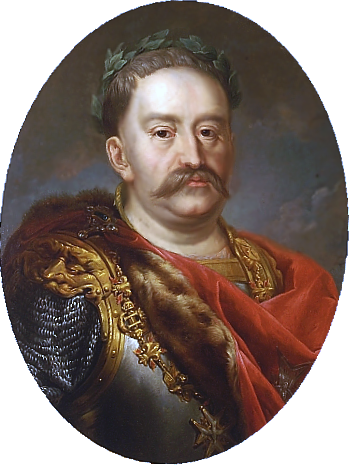
Jean III Sobieski.

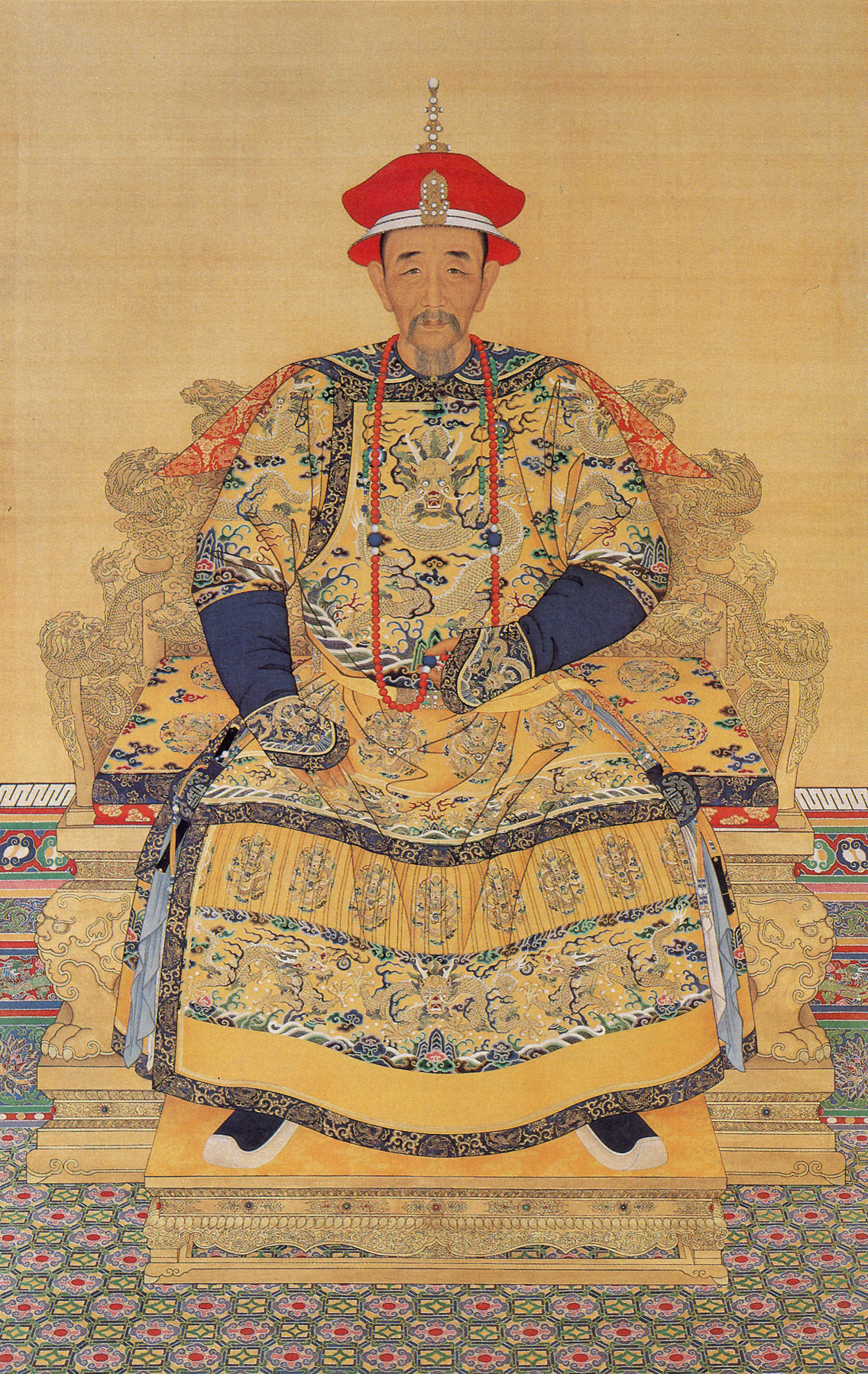
L'empereur Kangxi.

L'une des premières tentatives de diplomatie de style moderne à toucher la Chine fut celle de Jean III Sobieski de Pologne qui souhaitait négocier des relations amicales avec l'empereur Kangxi.
Les démarches diplomatiques entre les cours trouvent leur origine dans la correspondance entre Jean III lui-même et un conseiller de confiance de Kangxi, le père franciscain flamand Ferdinand Verbiest.
Le 17 novembre 1685, Verbiest envoya par l'intermédiaire de Nicola Avancini une lettre de félicitations au roi de Pologne pour son rôle dans la victoire sur l'Empire ottoman à la bataille de Vienne. Il s’agirait, semble-t-il, de l’ouverture d’une « connexion polonaise ».
Même si cette victoire fit la renommée de Jean III dans toute l'Europe, cela ne lui suffisait pas, et il cherchait activement à agrandir encore plus sa réputation internationale. L'une de ses méthodes consistait à envoyer des portraits de lui aux cours de divers dirigeants étrangers. On pense que vers 1685-87, Jean III présenta son portrait à l'empereur Kangxi. Apparemment, le cadeau a été bien reçu et l'empereur a personnellement répondu par un éloge du roi de Pologne,. Le contenu exact de la lettre reste cependant inconnu.
La première lettre de Verbiest, cependant, a été inspirée par son ambition de créer une liaison terrestre, via la Moscovie, entre la Pologne et la Chine ; projet qui est devenu un point central de la géostratégie de la mission jésuite en Chine.
L'intérêt était partagée de l'autre côté de la route. Jean III avait déjà sollicité l'ouverture d'une liaison commerciale avec l'Extrême-Orient via la Sibérie en 1667 lors des négociations du traité d'Androussovo, espérant que les jésuites polonais ou allemands joueraient un rôle central dans l'établissement de cette voie. Ce fut un échec, mais le roi n’abandonna pas le projet. Une tentative réussie fut faite lors de la négociation du traité de paix perpétuelle le 6 mai 1686 ; malheureusement, l'accord ne fut pas honoré. On suppose que les Russes avaient annexé plusieurs provinces chinoises au cours des cinq dernières années et avaient voulu cacher ce fait.
La question de la route commerciale était étroitement liée à l'intention principale de Jean III, qui consistait à renforcer l'équilibre des puissances en s'alliant avec le Céleste Empire. Après la défaite de l'Empire ottoman à la bataille de Vienne, le tsarat de Russie devient la nouvelle et principale préoccupation du roi. Malheureusement pour le roi de Pologne, l'empereur Qing considérerait à l'époque le traité de Nerchinsk comme une garantie suffisante de paix vis-à-vis des Russes. De plus, les relations internationales de l'Empire chinois étaient à l'époque basées sur le système tributaire et toutes les missions étrangères étaient censées adopter une posture de soumission. Pour Kangxi, il était donc peu probable qu’une alliance avec un royaume européen lointain soit essentielle au maintien de la sécurité de la Chine.
Verbiest décède le 28 janvier 1688, 10 mois avant la date de la dernière lettre de Jean III Sobieski, qui prouve l'existence d'une intense communication antérieure entre eux :
Venerabilis Pater, devote nobis dilecte. Tametsi tardius per tanta terrarum spatia litterae Paternitatis Vestrae ad nos delatae sint, a tam grato tamen in aula Potentissimi Sinarum Regis Verbi Divini Administro, non potuerunt nisi esse gratissimae. At longe maioris adhuc aestimationis illae amoris et observantiae nobis fuerunt significationes Patrum Societatis, qui in nobilissima illa vinea Apostolica zelo, insignique fructu animarum et Ecclesiae incremento ibidem desudant, quibus vicissim singularem benevolentiam, quam Societatem nostro in Regno complectimur, Devot. Vestris animitus declaramus. Porro quod tantus Sinico – Tartaricus Monarcha, cui maxima pars orbis obtemperat, lubenti animo et effigiem nostram suspexerit et ottomanicam superbiam potentiamque, Superis propitiis, multiplicibus attritam esse victoriis curiosus intellexerit, aeque nobis honorificum ac iucundum esse non inficiamur, immo satisfactionem, quam inde cepimus et grati animi contestationem a Devot. Vestra Eidem Monarchae vicissim exhiberi impense desideramus. Applaudimus insuper Potentissimo Imperatori, quod tot nobilissimis Gentibus terra marique imperet et virtutibus nomen toto orbe celeberrimum impleat, diuturnos Suac M-ti annos, gloriae auctoramenta et omnimodam felicitatem a Supremo Numine auguramur, fidem et fraternam cum eodem amicitiam et sincere ambientes, quam certo nobis pollicemur. In hoc quoque non minimum experimur oblectamentum, quod quemadmodum Divina Providentia Polonicis armis et dexteris ad Christianae Religionis Sanctissimae contra barbaros et infidelissimos hostes defensionem uti dignata est, ita potentissimi et sapientissimi Monarchae protectione veri Dei Opt. Max. et Jesu Christi cultus promoveatur, ac Religiosi Soc. Jesu de Sancta Ecclesia tam bene meriti, Imperiali gratia foveantur. Unde Supremum Numen, novis in dies favoribus illum cumulaturum, tandemque verae lucis radiis eiusdem oculos, mentemque illuminaturum, quo longe amplius Regnum consequi, eoque frui in aeternum possit, speramus. Liber de rebus sinicis nondum in nostram devenit notitiam, gratissimum vero nobis fore confidat, si inposterum distinctissimas relationes, morum praecipue et rerum exoticarum, tum ad Regiones tum ad Personas, sive aulae sive aliorum spectant, quavis ad nos miserit occasione. Caeterum devotis Societatis suffragiis nos, domumque nostram commendatam cupimus.
Datum Jaworowiae, die 16 novembre anno Domini 1688 Regni vero Nostri XV. Joannes Rex. " .
Le fait que la lettre ait été écrite à la main par le roi de Pologne lui-même indique la grande importance qu'il attachait à cette question. Bien que la lettre soit restée sans réponse, elle n'a pas empêché Jean III de poursuivre ses tentatives d'établir des relations diplomatiques avec la cour chinoise. Sobieski a continué à échanger des lettres avec Philippus Maria Grimaldi, le successeur de Verbiest à la cour de Kangxi. Jean III avait de grands espoirs d'établir des relations avec la cour chinoise.
Ces efforts étaient également motivés par son intérêt pour la culture chinoise. Jean III était curieux de sujets tels que les coutumes chinoises, l'organisation de la cour (le gouvernement) ou la taille de l'armée des Qing. Il interroge Verbiest à ce sujet et se retourne vers lui à la recherche d'informations fiables et de première main sur d'autres sujets. Dans la bibliothèque royale, Jean III possédait, entre autres, un livre sur la Chine écrit par le jésuite allemand A. Kircher : China Monumentis Illustrata (Amsterdam 1667). Sa vaste collection comprenait d'autres objets chinois tels que des tableaux, des meubles, des cercueils, de la porcelaine. Dans son palais royal de Wilanów, Jean III fait installer un pavillon chinois rempli de porcelaines.